# Diores godfreyi
Diores godfreyi es una especie de araña del género Diores, familia Zodariidae. Fue descrita científicamente por Hewitt en 1919.
Habita en Sudáfrica.